# Mykhaïlivka (oblast de Louhansk)
Pour les articles homonymes, voir Mykhaïlivka (homonymie).
Mykhaïlivka (en ukrainien : Михайлівка, en russe : Михайловка, Mikhaïlovka) est une commune de l'oblast de Louhansk et du raïon d'Altchevsk (créé en juillet 2020), en Ukraine. Elle comptait 3 000 habitants en 2020.

## Géographie
Cette commune du Donbass se trouve au bord de la rivière Bila, qui fait partie du bassin du Donets, et au nord du réservoir Issakivské formé en 1954. Le village est traversé par la route M-04. Les villages de Malokostiantynivka et Troïtské sont situés au sud, celui de Bougaïvka au sud-ouest (en amont de la Bila) et la ville d'Altchevsk est à l'ouest. Bilé et Iouriïvka sont à l'est (en aval de la rivière).

## Histoire
Le petit village de Mykhaïlivka comprenait en 1859 une population de 510 habitants. Il faisait partie de l'ouïezd de Slovianoserbsk dans le gouvernement d'Iekaterinoslav. Il y avait une petite église dédiée à saint Michel (d'où le nom du village) et une fabrique. Deux marchés s'y tenaient par an. En 1908, la population s'élevait à 990 habitants.

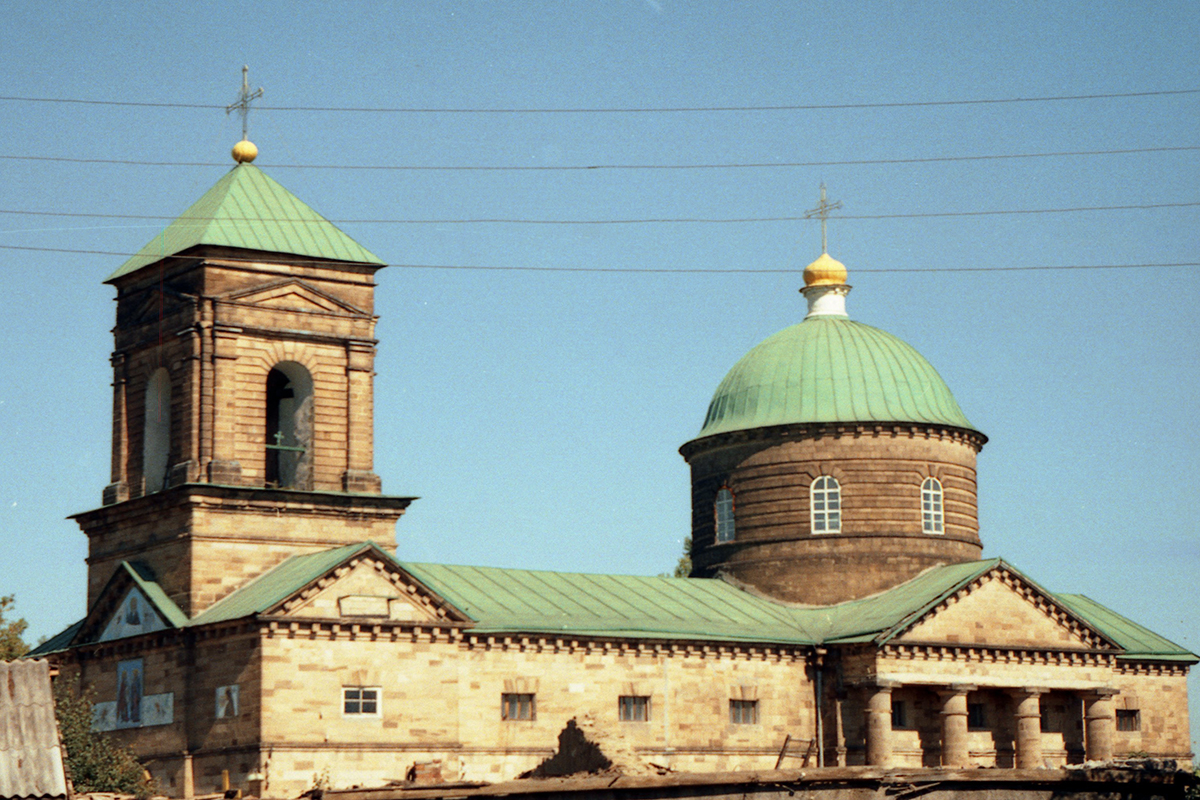
Vue de l'église saint-Michel.

En 1974, le village vivait surtout de l'usine d'élevage et de transformation de volailles et de l'usine Kommounarska. En janvier 1989, le village comptait 3 594 habitants. La chute de l'URSS mit son économie à mal et la population n'était plus que de 2 443 habitants en 2013.
Au printemps 2014, Mykhaïlivka entre sous l'autorité de la république populaire de Lougansk.

## Lieux à visiter
- Musée Borys-Hrintchenko,
- Église Saint-Michel-Archange, construite en 1827 par les propriétaires terriens Pavel et Mikhaïl Miokovitch, agrandie en 1900 et dotée d'un clocher[6],
- Maison des anciens propriétaires terriens Miokovitch (première moitié du XIXe siècle).

## Personnalités
- Borys Hrintchenko (1863-1910), écrivain, linguiste et ethnographe ukrainien, a enseigné à l'école du village de 1887 à 1894
- Natalia Poklonskaïa (née en 1980), personnalité politique russe, y est née.